# Ogólnopolski Festiwal Sztuki Słowa „... Czy to jest kochanie?”
Ogólnopolski Festiwal Sztuki Słowa … Czy to jest kochanie? – cykliczna impreza organizowana przez Centrum Spotkań Europejskich Światowid w Elblągu. Podczas festiwalu odbywają się koncerty, wystawy, przeglądy filmów i spektakle.

## Jury Festiwalu
W Jury Festiwalu minionych edycji zasiadali m.in.: Jarosław Gajewski, Zdzisław Dąbrowski, Janusz Majcherek, Edward Wojtaszek, Leszek Wójtowicz, Jan Zdziarski, Bożena Suchocka, Lech Śliwonik, Michał Bajor, Jerzy Satanowski, Bartłomiej Wyszomirski, Janusz R. Kowalczyk, Anna Romanowska, Irena Jun, Anna Chodakowska, Grażyna Łobaszewska, Iwona Loranc, Stefan Brzozowski, Maria Czubaszek, Andrzej Poniedzielski, Piotr Derlukiewicz, Hanna Banaszak, Nina Dziwniel-Stępka, Barbara Dziekan, Jan Poprawa, Ryszard Olesiński, Janusz Radek, Piotr Machalica, Janusz Strobel.

## Laureaci
W kategorii recytacji m.in.: Albert Opolski z Ostrowca Świętokrzyskiego, Przemysław Sowa z Łodzi, Anna Brulińska z Elbląga, Mariusz Kozłowski ze Świdnicy, Monika Kowalczyk, Małgorzata Połetek z Ostrowca Świętokrzyskiego, Grzegorz Płonka z Opola, Aleksandra Rutkowska, Joanna Pałka, Marzena Odzimek-Jarosińska, Anna Rusiecka, Katarzyna Zielińska, Krzysztof Grabowski ze Złotoryi, Mikołaj Karczewski z Orzesza, Magda Waligórska z Warszawy, Justyna Wasilewska z Wrocławia, Marzena Odzimek-Jarosińska, Ewelina Dajcz, Agnieszka Wójcicka, Paweł Drzewiecki, Jarosław Zoń, Dominika Figurska z Elbląga.
W kategorii jednego aktora: Marcin Bortkiewicz ze Słupska, Mariusz Kozłowski ze Świdnicy, Agnieszka Kołodyńska z Nowej Soli, Janusz Szczygiełek z Warszawy.
W kategorii małych form teatralnych: Teatr „Stajnia Pegaza” z Sopotu, Teatr „Forma”, Teatr „Krykiet” z Chorzowa.
W kategorii piosenki artystycznej: Jarosław Chojnacki ze Szczytna, Aleksandra Legieć z Puław, Milena Chypś z Turka, Dorota Osińska, Katarzyna Warno, Andrzej Ciborski, Magdalena Gołębiowska, Iwona Karpińska, Katarzyna Bukowska z Elbląga, Ryszard Stopa z Chojnic, Margita Ślizowska z Warszawy, Martyna Kubiak z Olsztyna, Joanna Lewandowska z Warszawy, Kamila Pieńkos z Wrocławia, Sylwia Lasok, Judyta Rybak, Anna Ozner, Beata Lerach, Natalia Sikora, Magdalena Sobieraj, Małgorzata Żurańska - Wilkowska.